# Henryk II (książę Brabancji)
Henryk II (ur. 1207, zm. 1 lutego 1248 w Leuven) – książę Brabancji od 1235 r. z dynastii z Louvain.
Henryk był synem księcia Brabancji Henryka I i Matyldy z Boulogne. Objął rządy w Brabancji po śmierci swego ojca w 1235 r. Popierając cesarza Fryderyka II (z którym związany był przez małżeństwo z jego kuzynką) zaangażował się w konflikt z arcybiskupstwem Kolonii, przeciwko któremu prowadził wojnę w latach 1239–1242 (m.in. spalił wówczas Bonn). Spór zakończył się porozumieniem, na mocy którego Henryk otrzymał pewne nabytki terytorialne. Później Henryk zwrócił się przeciwko Fryderykowi, którego detronizację ogłosił papież, i w 1246 r. poparł wybór swego zięcia Henryka Raspe na króla niemieckiego. Gdy z kolei ten zmarł w 1247 r., zaangażował się w wybór na nowego króla hrabiego Holandii Wilhelma.
Henryk był dwukrotnie żonaty. W 1215 r. jego żoną została Maria, córka króla Niemiec Filipa Szwabskiego. Miał z nią sześcioro dzieci:
- Henryk III (zm. 1261) – książę brabancki, następca ojca,
- Filip, zmarły młodo,
- Matylda (zm. 1288) – żona hrabiego Artois Roberta I Dobrego, a następnie hrabiego Saint-Pol Gwidona II,
- Beatrycze (zm. 1288) – żona landgrafa Turyngii i antykróla Niemiec Henryka Raspe, a następnie hrabiego Flandrii Wilhelma III,
- Maria (zm. 1256) – żona księcia Bawarii Ludwika II,
- Małgorzata (zm. 1277) – ksieni w Herzogenthal.

Po śmierci Marii w 1235 r. Henryk poślubił (być może w 1239 r.) Zofię, córkę landgrafa Turyngii Ludwika IV. Z tego małżeństwa miał dwoje dzieci: 
- Elżbieta (zm. 1261) – żona księcia Brunszwiku Albrechta I,
- Henryk I Dziecię (zm. 1308) – dzięki swemu pochodzeniu po matce po wygaśnięciu dynastii Ludowingów objął jej posiadłości w Hesji i został pierwszym jej landgrafem (w 1264 r.) oraz założycielem dynastii, która panowała tam do 1918 r.